# Musée des Évolutions de Bousies
Le Musée des Évolutions Jean-Vaillant est situé à Bousies.

## Historique
Le musée des évolutions de Bousies est ouvert en 1993 à l’initiative de son conservateur Jean Vaillant, dans un bâtiment daté de 1576 sauvé de la destruction puis restauré.
Le musée est installé dans une ferme du XVIe siècle avec son étable voûtée de briques et sa grange attenante.

## Collections
Le musée nous fait voyager, de la Préhistoire à nos jours, dans le passé de la région de Bousies. On peut y suivre les évolutions de la technique : des pièces préhistoriques aux premiers appareils électroniques en passant par de nombreux outils et objets anciens. On y trouve également un espace consacré à l’histoire locale ainsi que la reconstitution d’une salle de classe du début du XXe siècle.

### Salle Marguerite de Constantinople
Aussi, le 10 avril 2011 fut inauguré au sein du Musée, en présence de  la presse et du politique , la salle d’exposition médiévale  « Marguerite de Constantinople » : cette princesse, née en 1202 et décédée en 1280, était la fille cadette de Baudouin VI comte de Hainaut, alias, Baudouin IX comte de Flandre et empereur latin de Constantinople et de son épouse Marie de Champagne.  Marguerite, devenue en 1244, la nouvelle comtesse de Flandre et de Hainaut marquera profondément l’histoire locale de Bousies et des bourgades environnantes ainsi que la destinée politico-historique du Hainaut et du Cambrésis.  Elle avait des liens familiaux avec les seigneurs de Bousies : Wauthier III seigneur de Bousies, pair du Cambrésis,  avait épousé Adelvaie ou Adelaïde de Champagne, sœur de Marie de Champagne, l’épouse de Baudouin VI comte de Hainaut.   Son oncle n’était autre que Philippe Auguste, roi de France et l’époux d’Isabelle de Hainaut (les grands-parents du futur Louis IX, roi de France, dénommé « Saint-Louis »). Marguerite avait épousé successivement :  1°) en 1212 à Le Quesnoy en Hainaut, Bouchard d’Avesnes, fils du « bouillonnant » Jacques seigneur d’Avesnes en Hainaut et d’Améline de Guise. (Bouchard étant le frère cadet du futur puissant Gauthier II seigneur d’Avesnes, époux de Marguerite de Champagne, comtesse de Blois) et 2°) en 1223, Guillaume II de Dampierre (Dampierre-sur-Aube, en Champagne), fils du seigneur Guy de Dampierre, connétable de Champagne,  et de Mathilde de Bourbon. Aux interventions de Saint-Louis, roi de France, la descendance du premier lit de Marguerite sera comte de Hainaut et celle de son second lit, comte de Flandre.